# Fisklöstjärnen (Voxna socken, Hälsingland)
Fisklöstjärnen är en sjö i Ovanåkers kommun i Hälsingland och ingår i Ljusnans huvudavrinningsområde.